# 柴山温泉
柴山温泉（しばやまおんせん）は、兵庫県美方郡香美町（旧国但馬国）にある温泉。香住温泉郷の一つ。

## 泉質
- アルカリ性単純放射能泉
  - 泉温　26℃

## 温泉街
柴山港と柴山駅に挟まれた土地に13軒の宿泊施設が点在する。そのうち、温泉を引いているのは数軒程である。

### 宿泊施設
- かに楽座　甲羅戯
- しばやま荘別館　山水苑
- いわや
- かめや
- お宿まる屋
- 大野屋
- きむらや
- 癒しの宿　こえもん
- たかはしや
- 旭屋

## 歴史
開湯時期は不詳。しかし、香住温泉と同じく、昭和時代とされる。

## アクセス
- JR山陰本線柴山駅より徒歩1分。

- 北近畿豊岡自動車道但馬空港IC下車で国道312号経由、車で40分。